# Treacher-Collins-Syndrom
Das Treacher-Collins-Syndrom (Synonyme: Franceschetti-Zwahlen-Syndrom, Berry-Syndrom bzw. Dysostosis mandibulofacialis) ist eine erbliche Erkrankung, die zu Gesichtsfehlbildungen (craniofaziale Dysmorphie) führt.
Zu den Kennzeichen gehören: Fehlen oder Fehlbildung von Ohren  und Jochbein, Gaumenspalte, „fliehendes“ Kinn (Mikrognathie) sowie Augenlidabnormitäten. Die Ausprägung ist variabel. Oft tritt eine Schallleitungsschwerhörigkeit auf, die unter Umständen durch ein Knochenleitungshörgerät oder ein knochenverankertes Hörgerät ausgeglichen werden kann.
Das Syndrom ist nach Edward Treacher Collins bzw. Adolphe Franceschetti benannt.
Das Treacher-Collins-Syndrom wird autosomal dominant vererbt.
Differential-diagnostisch sind unter anderem abzugrenzen das Elschnig-Syndrom, das Mandibulo-faziale Dysostose-Mikrozephalie-Syndrom sowie das Nager-Syndrom.